# IC 3758
IC 3758 ist eine elliptische Galaxie mit aktivem Galaxienkern vom Hubble-Typ E0 im Sternbild Jagdhunde am Nordsternhimmel. Sie ist schätzungsweise 325 Millionen Lichtjahre von der Milchstraße entfernt und hat einen Durchmesser von etwa 40.000 Lichtjahren.

Im selben Himmelsareal befinden sich u. a. die Galaxien IC 3723, IC 3726, IC 3778, IC 3783.
Das Objekt wurde am 21. März 1903 von Max Wolf entdeckt.